# 가요 KOREA
가요 KOREA는 KBS 한민족방송(AM 972㎑, AM 1170㎑)에서 2002년 10월 21일부터 2017년 7월 30일까지 방송됐던 가요전문 라디오 프로그램이다. DJ는 강인봉이며, 생방송은 매일 아침 6시부터 아침 7시까지, KBS 해피FM(FM 106.1㎒, AM 603㎑) 본방송은 매일 새벽 2시부터 새벽 3시까지이다.

## 코너

### 매일 코너
- 좋은 소식~ 좋은 정보 (개그맨 이문재) 대한민국의 소식과 정보를 전해드리는 시간

### 요일별 코너
- 월요일 : K-Pop의 모든 것 (가요평론가 이대화)
- 화요일 : 주제가 있는 음악 여행
- 수요일 : 지금 그거 무슨 뜻이야? (개그맨 김지호, 탈북 방송인 한서희)
- 목요일 : 내가내가내가 선곡 (가수 벤, 헤일로의 오운)
- 금요일 : 서울유행통신 (가수 베이지)
- 토요일 : 토요응접실 (초대석)
- 일요일 : 가나다송

## 방송 시간
| 채널           | 주파수               | 방송 시간                |
| -------------- | -------------------- | ------------------------ |
| KBS 한민족방송 | AM 972㎑, AM 1170㎑  | 매일 아침 6시 ~ 아침 7시 |
| KBS 해피FM     | FM 106.1㎒, AM 603㎑ | 매일 새벽 2시 ~ 새벽 3시 |

## 같이 보기
- KBS
- KBS 한민족방송
- KBS 해피FM

| KBS 한민족방송      |                     |                              |
| 이전                | 가요 KOREA          | 다음                         |
| 국악의 향기         | 가요 KOREA          | 보고 싶은 얼굴 그리운 목소리 |
| 새벽 5시 ~ 오전 6시 | 오전 6시 ~ 오전 7시 | 오전 7시 ~ 오전 8시          |
|                     |                     |                              |

| KBS 해피FM                             |                     |                               |
| 이전                                   | 가요 KOREA          | 다음                          |
| 음악이 있는 풍경 이정민입니다 (재방송) | 가요 KOREA          | 여기는 KBS 제2라디오 방송종료 |
| 새벽 1시 ~ 새벽 2시                    | 새벽 2시 ~ 새벽 3시 | 새벽 3시 ~ 새벽 4시 55분      |
|                                        |                     |                               |

| KBS부산 해피FM                         |                     |                                   |
| 이전                                   | 가요 KOREA          | 다음                              |
| 음악이 있는 풍경 이정민입니다 (재방송) | 가요 KOREA          | 여기는 KBS부산 제2라디오 방송종료 |
| 새벽 1시 ~ 새벽 2시                    | 새벽 2시 ~ 새벽 3시 | 새벽 3시 ~ 새벽 4시 55분          |
|                                        |                     |                                   |